# 永遠の花
「永遠の花」（とわのはな）は、米倉千尋の24枚目のシングルである。初回盤は「巻き帯ステッカー（ふしぎ遊戯）」仕様になっている。

## 収録曲
1. 永遠の花
  - 作詞：米倉千尋、作曲：鵜島仁文、編曲：WAKA TAKAYAMA
  - プレイステーション2ゲーム『ふしぎ遊戯 玄武開伝 外伝 鏡の巫女』オープニング主題歌。
  - 10枚目のアルバム『Fairwings』には、アルバムミックスとして収録されている。
2. Cross
  - 作詞・作曲：米倉千尋、編曲：WAKA TAKAYAMA
  - プレイステーション2ゲーム『ふしぎ遊戯 玄武開伝 外伝 鏡の巫女』エンディング主題歌。
  - アルバム『Fairwings』にも収録されている。
3. DISTANCE
  - 作詞：米倉千尋、作曲・編曲：WAKA TAKAYAMA
4. 永遠の花（instrumental）